# Campeonato Sul-Americano de Futebol de Salão de 1965
O Campeonato Sul-Americano de Futebol de Salão de 1965 foi a 1ª edição do Campeonato Sul-Americano de Futebol de Salão entre seleções nacionais, organizado pela Confederação Sul-Americana de Futebol de Salão. Todos os jogos foram disputados na cidade de Assunção, Paraguai. 
O Paraguai sagrou-se campeão batendo o Brasil na final.

## Premiação
| Campeonato Sul-Americano de Futebol de Salão de 1965 |
| ---------------------------------------------------- |
| Paraguai 1º Título                                   |